# Lamentations (musique)
Les Lamentations sont une forme littéraire et musicale choisie par de nombreux compositeurs, de la Renaissance à l'époque contemporaine, mais surtout florissant du XVIe siècle au XVIIIe siècle. Elles utilisent le texte du livre des Lamentations qui fait partie de l'Ancien Testament et est traditionnellement attribué au prophète Jérémie. 

## Historique
Celles du compositeur anglais Thomas Tallis (années 1560) sont parmi les plus connues. À l'époque baroque, les Leçons de ténèbres utilisent le même texte. Il s'agit en général tiré de la Vulgate (latine), dans les passages prescrits par la liturgie de l'Office des Ténèbres, par l'Église catholique romaine. 
À la Renaissance et à l'époque baroque, les Lamentations commencent le plus souvent par l'annonce « Incipit lamentatio Ieremiæ Prophetæ » (« Ici commence la lamentation du prophète Jérémie »). Cet incipit inclut la mise en musique des lettres de l'alphabet hébreu qui servent de repères dans le texte (aleph, beth, gimel...). Ces lamentations se terminent par le refrain « Ierusalem, Ierusalem, convertere ad Dominum Deum tuum » (« Jérusalem, Jérusalem, tourne-toi vers le Seigneur ton Dieu »).

## Compositeurs deLamentations

### Renaissance et époque baroque
- Alexandre Agricola
- Gregorio Allegri
- Jacques Arcadelt
- Sébastien de Brossard
- Antoine Brumel
- Manuel Cardoso
- Cristofaro Caresana
- Giacomo Carissimi
- Emilio de' Cavalieri
- Francesco Corteccia
- Thomas Crecquillon
- Francesco Durante
- Costanzo Festa
- Antoine de Févin
- Joseph-Hector Fiocco
- Frescobaldi
- Jean-Baptiste Geoffroy
- Carlo Gesualdo
- Jean Gilles
- Gerónimo Gonzales
- Lodovico Grossi da Viadana
- Roland de Lassus
- Philippe Lejay
- Juan de Lienas
- Alonso Lobo
- Jachet de Mantoue
- Merle
- Emerico Lobo de Mesquita
- Cristobal de Morales
- Jean Mouton
- Guillaume-Gabriel Nivers
- Giovanni Pierluigi da Palestrina
- Osbert Parsley
- João Lourenço Rebelo
- Pierre de la Rue
- Alessandro Scarlatti
- Claudin de Sermisy
- Thomas Tallis
- José de Torres
- Frantisek Ignác Antonin Tūma
- Gaetano Veneziano
- Tomás Luis de Victoria
- Robert White
- Jan Dismas Zelenka

### Époque contemporaine
- Edward Bairstow
- Leonard Bernstein (Jeremiah Symphony)
- Alberto Ginastera
- Ernst Krenek
- Ivan Moody
- Arne Nordheim
- Igor Stravinsky (Threni)
- Peter Togni